# بيل غيليسبي (صحفي)
بيل غيليسبي هو صحفي كندي، ولد في 10 مارس 1946 في ملفورت ‏ في كندا.